# Divina Pastora
Divina Pastora is een gemeente in de Braziliaanse deelstaat Sergipe. De gemeente telt 4.448 inwoners (schatting 2009).

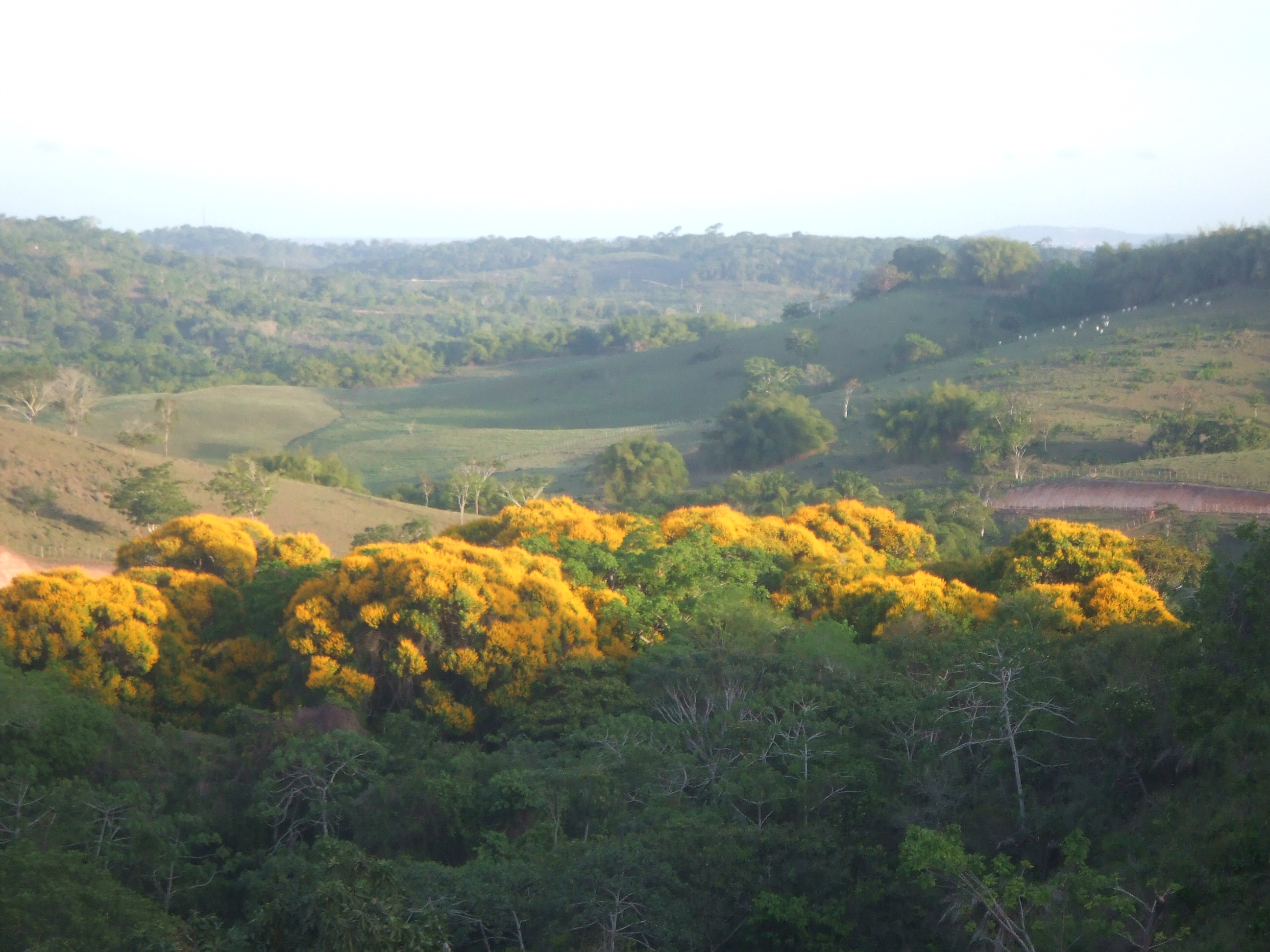
Mata Boacica